# Kisegese (Busokelo)
Kisegese ist ein Verwaltungsbezirk (Ward) des Distrikts Busokelo in der tansanischen Region Mbeya. Er grenzt im Osten an die Region Njombe.

## Geografie
Kisegese liegt im Südwesten von Tansania. Das westliche Gebiet ist hügelig in rund 600 Meter Seehöhe und wird vom Lufilyo durchflossen. Nach Osten steigt das Land zu den Poroto-Bergen auf bis zu 2000 Meter an.
Bei der Volkszählung 2022 lebten hier 6474 Menschen in 1686 Haushalten.

## Gliederung
Der Bezirk besteht aus drei Gemeinden (Mtaa) mit 12 Orten (Kitongoji):
| Kisegese - Kisegese - Lufilyo - Mbiningu - Kibanja | Ngeleka - Mbuyu - Isala - Mwalisi - Ngeleka A - Ngeleka B | Kasyabone - Kasyabone - Ndobo - Kiloba |

## Wirtschaft und Infrastruktur
- Landwirtschaft: Ackerbau und Viehzucht sind die wichtigsten Wirtschaftszweige. Angebaut werden hauptsächlich Kakao, Reis, Maniok, Bananen, Bohnen, Mais, Süßkartoffeln, Tomaten und Palmöl. Die wichtigsten Nutztiere sind Kühe, Schweine, Ziegen, Hühner und Enten.[6]
- Bildung: Im Bezirk gibt es vier Grundschulen, die von 1638 Schülern besucht werden, was  einer Schulbesuchsquote von 92 Prozent entspricht. Die einzige weiterführende Schule in Kisegese wird von 312 Knaben und Mädchen besucht (Stand 2017/18).[6]
- Gesundheit: In Kasyabone befindet sich eine private Apotheke.[7]